# Fleurieux-sur-l'Arbresle
Fleurieux-sur-l'Arbresle és un municipi francès situat al departament del Roine i a la regió d'Alvèrnia-Roine-Alps. L'any 2007 tenia 2.111 habitants.

## Demografia

### Població
El 2007 la població de fet de Fleurieux-sur-l'Arbresle era de 2.111 persones. Hi havia 758 famílies de les quals 128 eren unipersonals (64 homes vivint sols i 64 dones vivint soles), 258 parelles sense fills, 345 parelles amb fills i 27 famílies monoparentals amb fills.
La població ha evolucionat segons el següent gràfic:
Habitants censats

### Habitatges
El 2007 hi havia 840 habitatges, 772 eren l'habitatge principal de la família, 36 eren segones residències i 33 estaven desocupats. 763 eren cases i 76 eren apartaments. Dels 772 habitatges principals, 642 estaven ocupats pels seus propietaris, 113 estaven llogats i ocupats pels llogaters i 17 estaven cedits a títol gratuït; 2 tenien una cambra, 26 en tenien dues, 66 en tenien tres, 191 en tenien quatre i 487 en tenien cinc o més. 664 habitatges disposaven pel capbaix d'una plaça de pàrquing. A 249 habitatges hi havia un automòbil i a 485 n'hi havia dos o més.

### Piràmide de població
La piràmide de població per edats i sexe el 2009 era:
| Homes | Edats   | Dones |
| ----- | ------- | ----- |
| 0     | 95 o +  | 8     |
| 4     | 90 a 94 | 0     |
| 12    | 85 a 89 | 12    |
| 4     | 80 a 84 | 4     |
| 16    | 75 a 79 | 8     |
| 40    | 70 a 74 | 56    |
| 32    | 65 a 69 | 40    |
| 44    | 60 a 64 | 32    |
| 68    | 55 a 59 | 40    |
| 96    | 50 a 54 | 68    |
| 76    | 45 a 49 | 116   |
| 120   | 40 a 44 | 76    |
| 68    | 35 a 39 | 84    |
| 44    | 30 a 34 | 48    |
| 68    | 25 a 29 | 44    |
| 32    | 20 a 24 | 32    |
| 80    | 15 a 19 | 68    |
| 120   | 10 a 14 | 116   |
| 60    | 5 a 9   | 72    |
| 48    | 0 a 4   | 28    |

## Economia
El 2007 la població en edat de treballar era de 1.393 persones, 1.035 eren actives i 358 eren inactives. De les 1.035 persones actives 981 estaven ocupades (493 homes i 488 dones) i 53 estaven aturades (26 homes i 27 dones). De les 358 persones inactives 162 estaven jubilades, 138 estaven estudiant i 58 estaven classificades com a «altres inactius».

### Ingressos
El 2009 a Fleurieux-sur-l'Arbresle hi havia 810 unitats fiscals que integraven 2.251,5 persones, la mediana anual d'ingressos fiscals per persona era de 24.568 €.

### Activitats econòmiques
Dels 99 establiments que hi havia el 2007, 1 era d'una empresa extractiva, 2 d'empreses alimentàries, 1 d'una empresa de fabricació de material elèctric, 1 d'una empresa de fabricació d'elements pel transport, 10 d'empreses de fabricació d'altres productes industrials, 16 d'empreses de construcció, 28 d'empreses de comerç i reparació d'automòbils, 1 d'una empresa de transport, 3 d'empreses d'hostatgeria i restauració, 3 d'empreses d'informació i comunicació, 3 d'empreses financeres, 3 d'empreses immobiliàries, 14 d'empreses de serveis, 12 d'entitats de l'administració pública i 1 d'una empresa classificada com a «altres activitats de serveis».
Dels 16 establiments de servei als particulars que hi havia el 2009, 2 eren tallers de reparació d'automòbils i de material agrícola, 1 establiment de lloguer de cotxes, 2 paletes, 2 guixaires pintors, 4 fusteries, 2 electricistes, 1 empresa de construcció, 1 perruqueria i 1 restaurant.
Dels 3 establiments comercials que hi havia el 2009, 1 era un supermercat, 1 una botiga de menys de 120 m² i 1 una fleca.
L'any 2000 a Fleurieux-sur-l'Arbresle hi havia 22 explotacions agrícoles que ocupaven un total de 462 hectàrees.

## Equipaments sanitaris i escolars
El 2009 hi havia 1 farmàcia i 1 ambulància.
El 2009 hi havia una escola elemental.

## Poblacions més properes
El següent diagrama mostra les poblacions més properes.